# Batisse
Pour l’article homonyme, voir Michel Batisse.
Batisse est le nom d'un mannequin géant de processions et de cortèges inauguré en 1923 et symbolisant la ville de Boulogne-sur-Mer, en France.

## Description
Son nom correspond à la prononciation locale, picardisante, du prénom « Baptiste ».
Le géant, représentant un marin pêcheur, en est à sa quatrième version, mise en service en 2003. D'une hauteur de 3,80 m et d'un poids de 60 kg, il nécessite un seul porteur. Le diamètre du panier est de 1,20 m à la base.
Les attributs de Batisse sont sa casquette de marin, son filet de pêche noué, jeté sur l'épaule gauche.
Batisse est très généralement accompagné de sa "femme", Zabelle, repérable à sa coiffe de dentelle.
Batisse a un homonyme, un autre géant, celui de la commune de Caudry dans le Nord.

## Historique
Le premier couple Batisse et Zabelle défilent pour la première fois le 23 septembre 1923 et sont tirés par un cheval. Ils sont l'œuvre du sculpteur boulonnais Achille Blot.
Détruits pendant la Seconde Guerre mondiale, ils sont reconstruits par le sculpteur hazebrouckois Maurice Deschodt et défilent le 19 août 1956. Ils mesurent 4,85 mètres et pesant près de 40 kg et sont portés par deux personnes, puis tomberont dans l'oubli.
Batisse et Zabelle renaissent pour la troisième fois en 1980. Ils sont l'œuvre de Charles Garnier, artiste et saltimbanque local, mesurent 4,50 mètres et sont montés sur roues. Ils apparaissent pour la dernière fois en 1987 et tomberont de nouveau dans l'oubli.
Ils renaîtront et se marieront en 2003, de cette union naîtra, en 2015, Ti Pierre, 2,60 mètres et 35 kilos,,.

## Chansons
Deux chansons illustrent la ferveur locale pour les géants Boulonnais :
- "Batisse et Zabelle" composée par Louis Moreau, chantée par les Soleils Boulonnais.
- "Sur vos pas de géants" composée en 2003 par Marc Gosselin chantée par le groupe Cap'Trad.